# Себастиян де Белалкасар
Себастиан де Белалкасар (в някои източници Беналкасар, истинска фамилия Мояно; на испански: Sebastián de Belalcázar, Benalcázar, Moyano) е испански конкистадор, завоевател на Никарагуа, Еквадор и Югозападна Колумбия. Организатор на първата експедиция отправила се да търси Елдорадо.

## Ранни години (1479/1480 – 1507)
Роден е между 1479 – 1480 година в селището Белалкасар, провинция Кордова, Испания, под името Себастиян Мояно. По-късно приема името Белалкасар на родния си град. Според хрониста Хуан де Кастеланос Белалкасар убива муле през 1507 и бяга от Испания в Западни Индии, поради страх от наказание.

## В Америка (1519 – 1533)
Появяването му в Америка също не е точно фиксирано. От 1519 служи под командването на управителя на Панама Педро Ариас де Авиля и по негова заповед през 1524 прониква във вътрешните области на Никарагуа и завладява страната, като става управител на град Леон. През 1527 напуска Никарагуа заради вътрешни спорове между испанските управители и заминава за Хондурас.
През същия този период, след като се скарва с другите конкистадори в Панама, през 1531 Белалкасар се отправя на помощ на Франсиско Писаро в Перу и през 1532 участва в похода му за завоюването на империята на инките.

## Завладяване на Еквадор (1533 – 1534)
През 1533 е натоварен от Писаро със задачата да отнесе заграбените богатства в някое пристанище и да ги натовари на кораб за изпращане в Испания. В пристанището Сан Мигел (сега град Пайта) Белалкасар изпраща съкровищата и научава, че инките освен Куско имат и друга столица на север – Кито. Организира отряд от 200 души и 62 коня, в началото на март 1534 тръгва да я завладява и на 22 юни завоюва града.

## Завладяване на Колумбия (1535 – 1539)
В Кито Белалкасар за първи път научава легендата за „златния човек“ (Елдорадо) и предприема няколко похода в югозападните части на днешна Колумбия в търсене на призрачния град. От 1536 до 1539 изследва и завоюва горното течение на река Каука (ляв приток на Магдалена) и през Централните Кордилери и река Магдалена достига до платото Кундинамарка, където се среща с друг испански отряд идващ от север и възглавяван от Гонсало Хименес де Кесада. След като испанския крал разделя владенията в Колумбия Белалкасар става управител на Югозападна Колумбия.

## Следващи години (1540 – 1551)
Последното десетилетие от живота му е свързано с нови караници и препирни с останалите конкистадори в Южна Америка. Неговите войски вземат участие в борбата за надмощие в Перу между Франсиско Писаро и Диего де Алмагро, а по късно и срещу бунта на Гонсало Писаро.
През 1546 заради убийството на управител на съседна провинция Белалкасар е осъден на смърт. Той започва да оспорва решението на съда и се кани да заминава за Испания, за да се жалва пред краля, но умира 21 април 1551 година в Картахена преди да се качи на кораба.

## Памет
Неговото име носи селище в Колумбия.